# 77街車站 (BMT第四大道線)
77街車站（英語：77th Street station）是紐約地鐵BMT第四大道線的一個地鐵站，位於布魯克林灣脊區77街及第四大道，設有R線（任何時候停站）列車服務。

## 車站結構
| G  | 街道層             | 出入口                                          |
| B1 | 夾層               | 閘機、車站詢問處                                |
| B2 | 側式月台，右側開門 | 側式月台，右側開門                              |
| B2 | 北行               | 往森林小丘-71大道（深夜時白廳街）（灣脊區大道） |
| B2 | 南行               | 往95街（86街）                                  |
| B2 | 側式月台，右側開門 |                                                 |

此地下車站在1916年1月15日啟用，設有兩個側式月台和兩條軌道。

## 外部連結
- nycsubway.org—BMT 4th Avenue: 77th Street
- Station Reporter — R Train
- The Subway Nut — 77th Street Pictures（页面存档备份，存于）
- 77th Street entrance from Google Maps Street View（页面存档备份，存于）
- 76th Street exit only stairs from Google Maps Street View（页面存档备份，存于）
- Platforms from Google Maps Street View （页面存档备份，存于）